# Ölme kyrka
Ölme kyrka är en vitputsad stenkyrka belägen på en kulle omgiven av odlad slätt 2 kilometer väster om Ölme, i Kristinehamns kommun, Värmland, cirka 12 kilometer väster om centralorten Kristinehamn. Den tillhör Ölme församling i Karlstads stift.

## Historik
Kyrkan uppfördes 1787–1788 av byggmästare Gustaf Westman som ersättning för en om- och tillbyggd medeltidskyrka av sten. Invigningen genomfördes 19 oktober 1788 av biskop Herman Schröderheim. Den nya kyrkan murades av sten med vitputsade väggar både ut och invändigt som genombryts av rundbågiga fönsteröppningar. Kyrkan är byggd med ett rektangulärt långhus med segmentformade utbyggnader såväl i väster som öster, den förra innesluter tornkroppen medan den senare inrymmer koret. I samband med renovering av byggnaden 1927 byggde man till en sakristia på långhusets nordsida. År 1978 upptäcktes röta i golvet och hela golvet fick läggas om. Vid omläggningen göts ett nytt undergolv av cement.
På kyrkogården står ett timrat bisättningshus som troligen härrör från 1700-tal och är ett av landskapets äldsta ännu bevarade byggnader.

## Inventarier
- Predikstolen, som tillverkats år 1788, skänktes av biskopshustrun Johanna Schröderheim.
- Altartavlan Jesus lär i templet målades 1798 av Pehr Hörberg.
- Orgeln är ombyggd 1848 av orgelbyggare Erik Adolf Setterquist och invigd 1850.
- En kororgel från 1975 är tillverkad av John Grönvall Orgelbyggeri fanns i kyrkan tills 2015.